# Catasphalma kautziella
Catasphalma kautziella is een vlinder uit de familie dominomotten (Autostichidae). De wetenschappelijke naam is voor het eerst geldig gepubliceerd in 1935 door Rebel.
Deze vlinder komt voor in Europa.